# Вільям Браудер
Вільям Фелікс Браудер або Білл Браудер (англ. William Felix "Bill" Browder; нар. 23 квітня 1964, Чикаго) — міжнародний фінансист і інвестор. Співзасновник і генеральний директор інвестиційного фонду  Hermitage Capital Management , який у період з 1995 по 2006 роки був одним з найбільших (за деякими оцінками найбільшим) фондів зарубіжних інвестицій, що діяли на російському фондовому ринку.
У 2005 році йому був заборонений в'їзд до Росії. Причини цього досі не оприлюднені. У 2006 році Браудер припинив діяльність фонду в Росії.
З 2010 року Білл очолює кампанію з розслідування крадіжки податку на прибуток, сплаченого фондом в російський бюджет за підсумками 2006 року, і пошуку вбивць юриста фонду Сергія Магнітського, що виявив дану крадіжку.
У липні 2013 року вироком російського суду заочно засуджений до 9 років колонії загального режиму.
Щороку з 2007 по, як мінімум, 2015 на Давоському економічному форумі приходить на виступ найбільшого російського держчиновника, який приїхав на форум, і ставить запитання про вбивство Магнітського.

## Біографія
Народився в 1964 році. Онук Ерла Браудера, який очолював Компартію США в 1932—45, син математика Фелікса Браудера , племінник Вільяма Браудера  (1989-91 президент АМТ).
Виріс в Чикаго, вивчав економіку в Чиказькому університеті. У 1989 отримав ступінь MBA Stanford Business School.
З 1989 до 1996 жив у Лондоні. Отримав британське громадянство. Одружений.
Працював у відділі Східної Європи Boston Consulting Group в Лондоні і завідував сектором приватних інвестицій у Росії компанії Salomon Brothers.

## Hermitage Capital Management
У 1996 році разом з Едмоном Сафра заснував фонд Hermitage Capital Management для портфельних інвестицій в російські цінні папери. Інвестував як у компанії з державною участю, так і в повністю приватні підприємства. Фонд був відомий своєю активністю щодо захисту прав міноритарних акціонерів Газпрому, Сургутнефтегазу, РАО ЄЕС, Ощадбанку та інших АТ. Співробітники фонду неодноразово виявляли і оприлюднювали випадки корупції в компаніях, в які інвестував фонд. В інтерв'ю Нью-Йорк Таймс Вільям Браудер якось сказав:

Ти повинен стати акціонером з активною громадянською позицією, якщо ти не хочеш, щоб тебе дочиста обікрали. Оригінальний текст (англ.)
You had to become a shareholder activist if you didn't  want everything stolen from you 

## Конфлікт з російською владою

### Анулювання візи Вільяма Браудера
За словами Вільяма Браудера:
 Я летів до Москви з Лондону 13 листопада 2005 року, в неділю ввечері. Я прибув до VIP зал прильоту в аеропорту Шереметьєво-2… Раптово з'явилися люди у формі і сказали, що в країну мене не пустять, після чого відвели мене в накопичувач, де я провів наступні п'ятнадцять годин… За десять хвилин до вильоту рейсу «Аерофлоту» до Лондона об одинадцятій ранку за мною прийшли, відвели і посадили в літак. Я був упевнений, що це помилка. Я ж так старався для Росії. Я був упевнений, що моя робота проти корупції цінується владою. Мені постійно дзвонили від міністрів і просили дати їм копію моїх презентацій у форматі PowerPoint. Я прилетів до Лондона і зателефонував усім, кого я знаю. Грефу, Кудріну, Шувалову, Вьюгіну. Вони всі сказали, що нічого не знають. Думаю, вони дійсно не знали. Думаю, рішення приймалося кимось дуже високо, і причому в ФСБ. Безпосереднім виконавцем рішення була людина на ім'я Віктор Воронін. Я британський громадянин. Посол Великої Британії відправив лист міністру закордонних справ Росії з питанням, чому мене не пускають. Прийшла відповідь, що мені відмовлено у в'їзді на підставі статті 27 федерального закону про в'їзд і виїзд. Ця стаття дозволяє відмовити у в'їзді з міркувань національної безпеки.
— " У Росії немає держави " Інтерв'ю Вільяма Браудера журналу Сноб 
На думку Юлії Латиніної, причиною цього було те, що "в 2005 році Вільям Браудер вирішив зайнятися структурою власності «Сургутнефтегазу» (згідно із заявою Станіслава Бєлковського, ця компанія дійсно належить президенту Путіну).

### Спроба Артема Кузнєцова скомпрометувати Браудера
За словами Вільяма Браудера:

У відповідь на заяву [про відновлення візи] я отримав не візу, а телефонний дзвінок від підполковника Артема Кузнєцова з московської податкової поліції. Він подзвонив моєму заступникові і сказав: мовляв, я розумію, пан Браудер хотів би отримати візу, мені треба написати доповідну з цього приводу, і я пропоную зустрітися в неформальній обстановці, щоб обговорити, що я напишу. З 1996 по 2005 рік у Росії ми успішно уникали такого роду прохань: ми просто ніколи не зустрічалися ні в якій неформальній обстановці ні з якими поліцейськими, уникали будь-яких двозначних ситуацій. Я можу чесно сказати, що жодного разу не давав хабар … І це відмінна політика: якщо ти не даєш хабарів, їх від тебе і не чекають. А в таких ситуаціях треба просто відмовлятися від зустрічі. Ми відповіли, що готові відповідати на офіційні запити. У дев'яноста дев'яти випадках зі ста така реакція спрацьовує, і історія на цьому закінчується. Але це був той випадок, коли історія не закінчилася.
— " У Росії немає держави " Інтерв'ю Вільяма Браудера журналу Сноб 

### Припинення діяльності фонду в Росії
За словами Вільяма Браудера:

… Я не хотів розділити долю Ходорковського — ні ділову, ні особисту. Так що я зробив дві речі: убезпечив людей і капітали. По-перше, я попросив всіх своїх співробітників переїхати до Великої Британії… По-друге, фонд продав акції в російських компаніях або перевів їх в інші фінансові інструменти. Це було зроблено тихо, без привертання уваги, влітку 2006 року.
— " У Росії немає держави " Інтерв'ю Вільяма Браудера журналу «Сноб» 

### Звинувачення ТОВ "Камея " в несплаті податків
На початку червня 2007 року в офісах Hermitage Capital і у юристів Hermitage Capital (компанії Firestone Duncan) співробітниками МВС РФ були проведені обшуки. При цьому були вилучені статутні документи та печатки ТОВ «Парфеніон», ТОВ «Махаон», ТОВ «Ріленд» і ряду інших компаній, за допомогою яких Hermitage Capital діяв в Росії. Ці обшуки були здійснені в рамках кримінальної справи № 151231, порушеної 28.05.2007 2 відділом ГЧ ГСУ при ГУВС м Москви проти керівника ТОВ & quot; Камея " (ще одна ТОВ фонду) Черкасова І. С. за підозрою в ухиленні від сплати податків на суму 1,145 млрд рублів. Керував обшуками підполковник міліції Артем Кузнєцов.
На думку Браудера це було спробою отримати контроль над активами фонду, і лише виявивши, що всі активи розпродані, злочинці вирішили вкрасти сплачені фондом податки.

### Справа Hermitage Capital Management і загибель Сергія Магнітського
У 2007 році з російського бюджету були викрадені 5,4 млрд рублів під виглядом повернення податку на прибуток ТОВ «Парфеніон», ТОВ «Махаон» і ТОВ «Ріленд».
Першими цей злочин виявили співробітники фірми Firestone Duncan, яка обслуговувала юридичні інтереси інвестиційного фонду, серед яких були Едуард Хайретдінов, Володимир Пастухов, Джемісон Фаєрстоун і Сергій Магнітський. Вони ініціювали слідство за фактом розкрадання бюджетних коштів, в рамках якого став очевидний перелік учасників злочину, нині відомий як Список Кардіна. Цей список включає 60 співробітників різних російських органів виконавчої влади, більшість з яких досі служать в різних міністерствах і відомствах Російської Федерації.
У рамках слідства, яке вели юристи фонду, з'ясувалося, що це ж злочинне угруповання регулярно організовувало подібні злочини, в результаті чого з бюджету Росії регулярно виводилися значні суми.
24 листопада 2008 Сергій Магнітський був заарештований за звинуваченням у допомозі Вільяму Браудеру в ухиленні від сплати податків. Через 11 місяців попереднього ув'язнення Сергій помер у лікарні Слідчого ізолятора № 1 м. Москви. Ініціатором його арешту і слідчим у його справі були співробітники МВС РФ, що брали участь в розслідуваному Сергієм і його колегами розкраданні.

### Міжнародна реакція
23 червня 2009 Б. Браудер виклав обставини справи Hermitage Capital в Гельсінській комісії Сенату і Конгресу США .
У квітні 2010 року сенатор США Бен Кардін склав список з 60-ти чиновників МВС Росії, причетних до корупційного скандалу і смерті С. Л. Магнітського. На підставі законодавства про протидію корупції, сенатор звернувся із заявою до Держсекретаря США про заборону зазначеним особам, а також членам їх сімей, в'їзду на територію США.
14 грудня 2012, після того, як пропозицію Кардіна було підтримано Сенатом і Конгресом США, Президентом США Б. Обамою було підписано закон, який вводить санкції відносно будь-яких російських громадян, імовірно причетних до смерті Сергія Магнітського: візові обмеження на в'їзд в США і санкції щодо їх фінансових активів у банках США. Сьогодні цей закон відомий як «Закон Магнітського».
У лютому 2013 року у Франції почалася кампанія за складання чорних списків винних і причетних до смерті Магнітського.
12 квітня 2013 міністерство фінансів США офіційно опублікувало персональний склад списку, до якого увійшли 18 осіб. Надалі список був розширений.

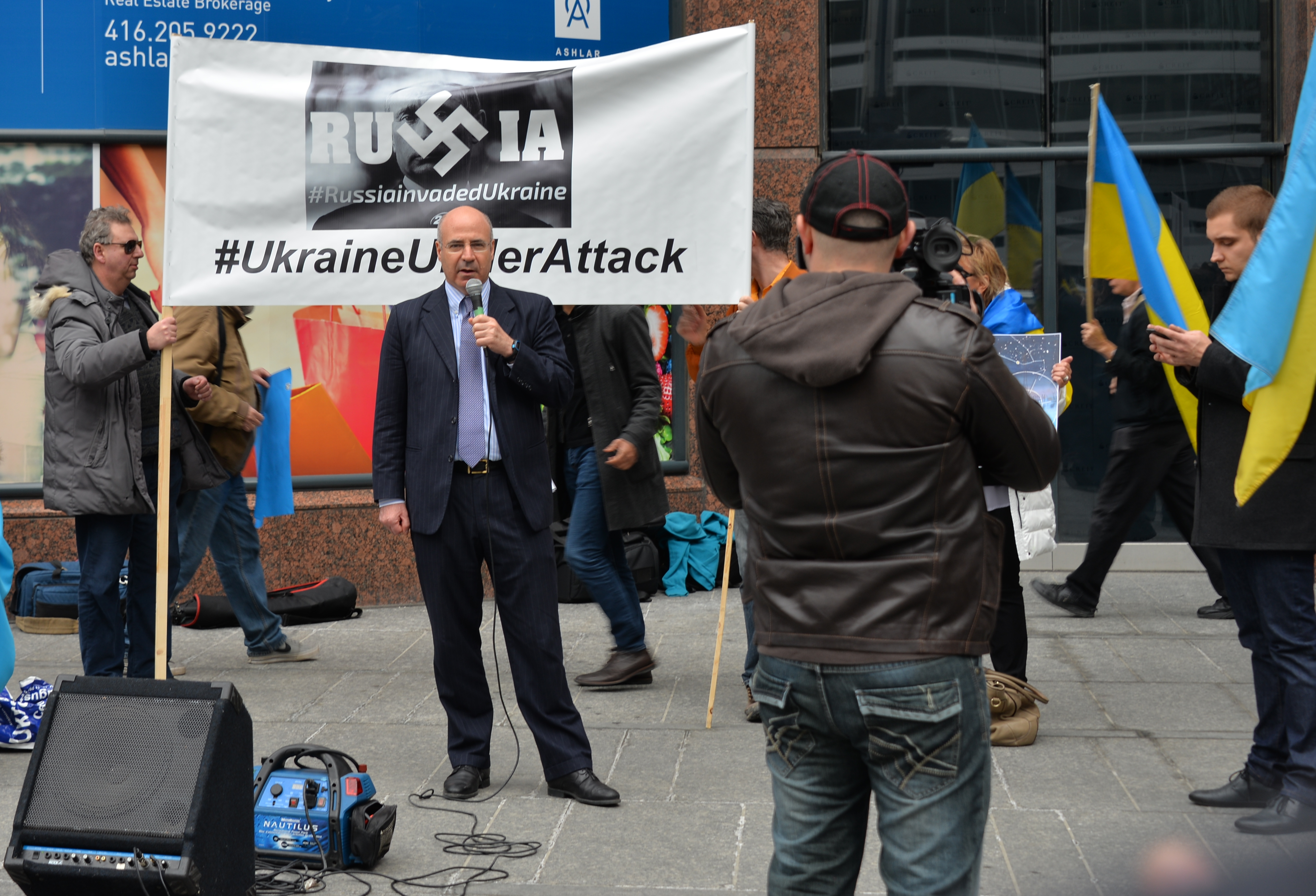
Білл Браудер промовляє до протестуючих проти агресії Путіна в Україні та порушення прав людини Росією перед будинком російського консульства в Торонто 08.03.2016

### Позови Карпова про наклеп
У липні 2010 року слідчий слідчого комітету при МВС РФ Павло Карпов подав заяву до Генпрокуратури РФ, в якому звинуватив Вільяма Браудера і Джемісона Фаєрстоуна у наклепі на нього і свідомо помилковому доносі. Карпов заявив, що не має відношення до загибелі Магнітського, а в крадіжці з бюджету звинуватив самого Браудера.
У січні 2013 року Павло Карпов подав позов до Високого суду Лондона, звинувативши Браудера в наклепі і дифамації. Адвокати Браудера закликали Високий суд відмовитися від розгляду даної справи, називаючи пред'явлений позов явно необґрунтованим і кажучи про те, що розглядатися він має не у Великій Британії. Суддя відмовився розглядати цю справу.

### Звинувачення Браудера в несплаті податків
11 липня 2013 Тверський районний суд міста Москви визнав Браудера винним в ухиленні від сплати податків за незаконній схемі і заочно засудив його до 9 років колонії загального режиму з позбавленням права займатися підприємницькою діяльністю на території Росії строком на 3 роки.
Згідно з текстом обвинувального вироку, Браудер в період з 1999 по 2004 роки протизаконно придбав понад 131 млн акцій ВАТ «Газпром» за внутрішньоринковою ціною на загальну суму понад 2 млрд руб. У той період, відповідно до російського законодавства, іноземні громадяни (податкові нерезиденти) були зобов'язані отримувати дозвіл Федеральної комісії з ринку цінних паперів і уряду РФ на придбання акцій російських емітентів або купувати американські депозитарні розписки на зарубіжних фондових біржах, де їх ціна була значно вищою. Для проведення операцій Браудер, за даними судового слідства, заснував ряд юридичних осіб на території Республіки Калмикія. Потім Браудер і кілька невстановлених осіб відкрили рахунки в депозитарному центрі Газпромбанку і від імені афілійованих компаній подали заявку на придбання акцій Газпрому, не розкриваючи факт майже 100-відсоткової участі іноземного капіталу у їх статутному фонді.
Тією ж постановою від 11 липня 2013 суд відмовив в реабілітації Сергія Магнітського.
В інтерв'ю Всесвітній службі Бі-бі-сі Браудер сказав у зв'язку з вироком:

Суд і вирок проти мене та Сергія [Магнітського] доводять, що Путін буде використовувати суди, щоб приховати свої економічні злочини. 

### Спроби російських правоохоронних органів звернутися в Інтерпол для затримання Браудера
- Квітня 2013. Російське бюро Інтерполу передало до Генерального секретаріату документи на встановлення місцезнаходження Браудера[30][31].
- 24 травня 2013 генеральний секретаріат Інтерполу повідомив, що вважає запит Росії щодо Браудера політично мотивованим і видалив всю інформацію про нього зі своїх архівів[30].
- 26 липня 2013 року, попри травневе рішення комісії Інтерполу, російське бюро відправило запит про оголошення Браудера в міжнародний розшук[31]. Інтерпол негайно відхилив запит Росії, нагадавши, що раніше вже визнав цю справу політичним[31].
- 27 липня МВС Росії «висловило здивування» з приводу рішення Інтерполу[32]. За інформацією неназваного джерела в міністерстві, в МВС Росії надійшов лист від керівника центрального бюро Інтерполу з пропозицією зустрічі для переговорів у справі Браудера[33].

## Стосунки з Україною
У 2023 році отримав премію Tryzub Awards в номінації "Друг України".